# Vladimir Arnold
Vladimir Igorevič Arnold (rusky Владимир Игоревич Арнольд; 12. června 1937, Oděsa – 3. června 2010, Paříž) byl ruský matematik.
Přispěl k rozvoji teorie dynamických systémů (Kolmogorov–Arnold–Moserův teorém), topologie (“Arnoldova domněnka”), algebraické geometrie (“Arnoldův problém rublu”), klasické mechaniky, teorie chaosu (“Arnoldova mapa kočky”), teorie katastrof či teorie singularity (řešení Hilbertova třináctého problému). V roce 2001 získal Wolfovu cenu za matematiku.
V letech 1996–2010 byl předsedou Moskevské matematické společnosti.